# Theodor I. Batthyány

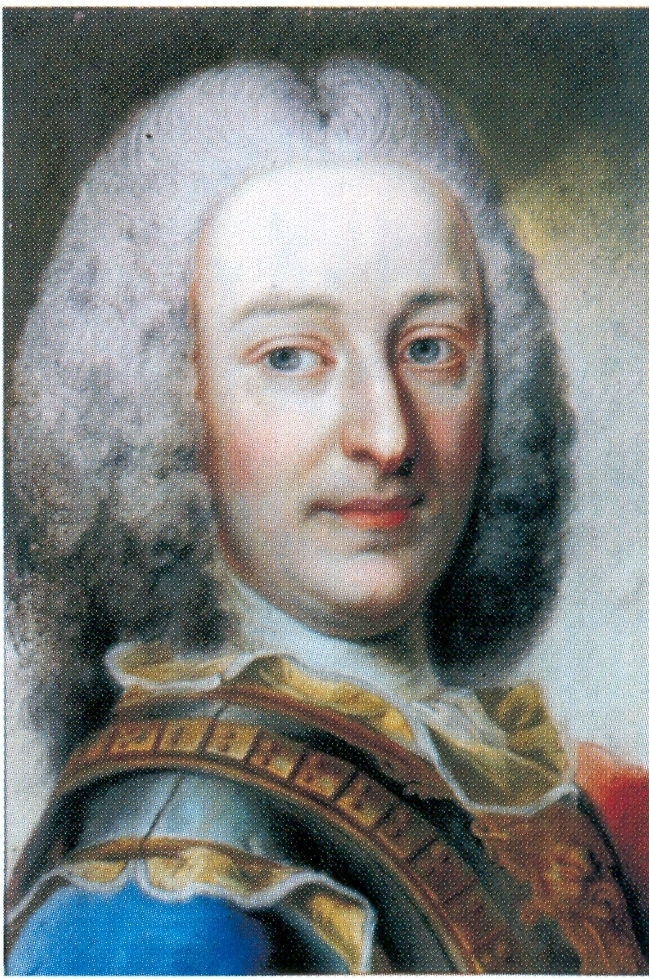
Darstellung von Theodor I. auf einem Ölgemälde aus der Zeit um 1780

Theodor I. Batthyány (ungarisch Batthyány Tódor; * 15. Oktober 1729 in Rechnitz; † 13. Juni 1812 in Wien), mit vollem Namen Theodor Franz Xaver Felix Johann Nepomuk Graf von Batthyány de Németújvár, war ein ungarischer Magnat und Grundherr aus der Adelsfamilie Batthyány. Er war einer der wichtigsten westungarischen Grundherren seiner Zeit, und gehörte zu den wenigen Adligen des Königreiches, die Interesse an der einsetzenden Industriellen Revolution zeigten. Der technisch hochinteressierte Graf besaß mehrere Manufakturen und Bergwerke und war auch als Schiffsbauer tätig. Er war der Großvater von Gustav I., dem 5. Fürst Batthyány-Strattmann, und dessen Bruder Kasimir, dem ersten Außenminister Ungarns.

## Familie und Herkunft
Theodor I. entstammte dem alten und weit verzweigten ungarischen Magnatengeschlecht Batthyány, das als Grafen und Fürsten zu den bedeutendsten Adelsfamilien der Habsburgermonarchie gehörte. Als siebtes Kind und dritter Sohn des späteren ungarischen Hofkanzlers und Palatins Ludwig I. Ernst Graf Batthyány und dessen Ehefrau Therese, geb. Gräfin Kinsky (1700–1775) entstammte er der älteren, sogenannten Christoph-Linie der Familie bestehend aus den Nachkommen seines Urgroßvaters Christoph II. Batthyány. Seine Großeltern väterlicherseits waren Adam II. Graf Batthyány und Eleonore, geb. Gräfin Strattmann, mütterlicherseits Wenzel Norbert Octavian Graf Kinsky und Maria Anna Theresia, geb. Gräfin Nesselrode.

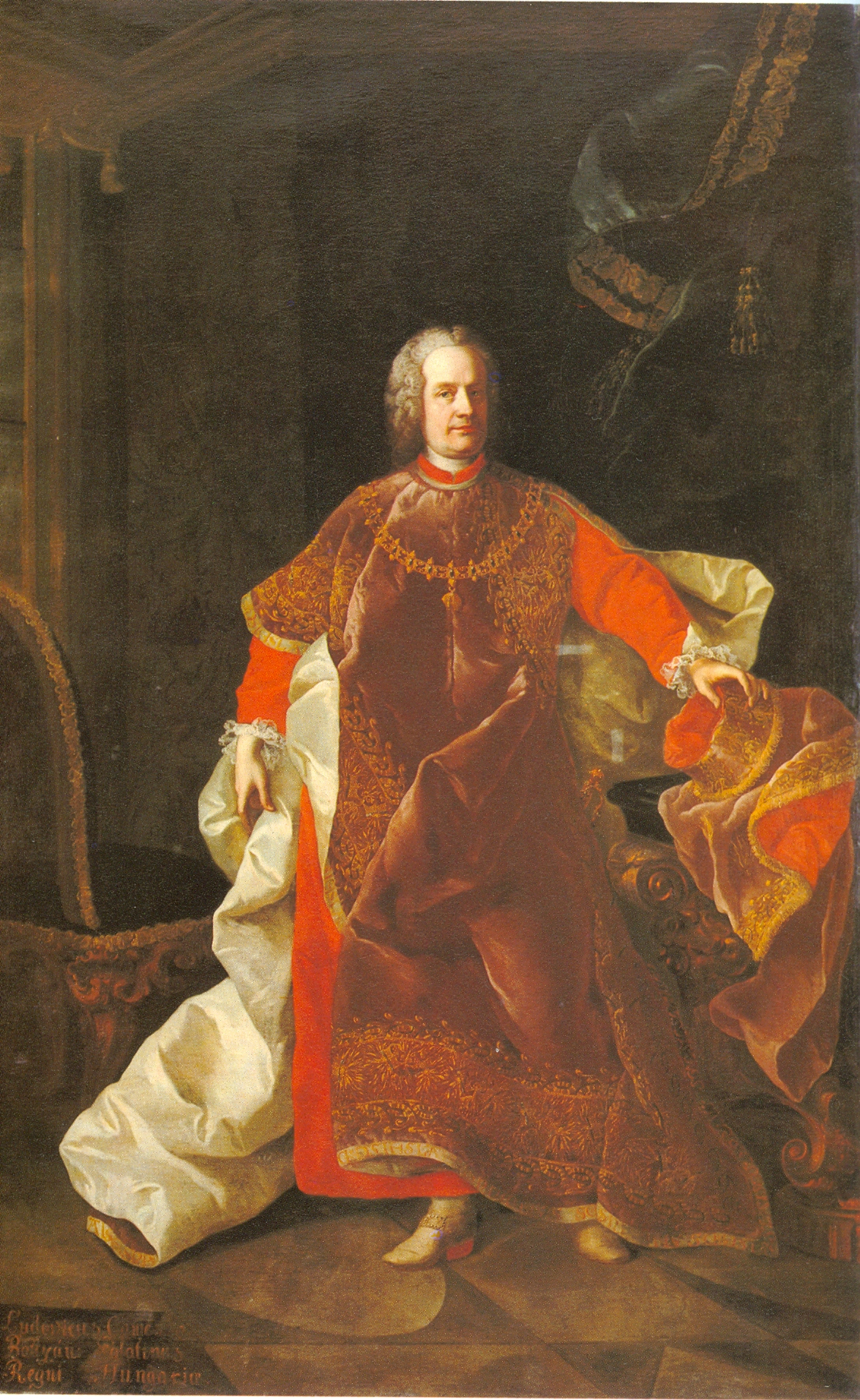
Theodors Vater, Ludwig I. Ernst gehörte zu den ranghöchsten Beamten am Hof Maria Theresias

Sein Vater und dessen Bruder Karl I. Josef bekleideten höchste Hof- und Staatsämter unter Maria Theresia. Letzterer wurde in Anerkennung für seine Leistungen als General, Feldmarschall, Obersthofmeister und Erzieher des späteren Kaisers Joseph II. 1763/64 in den Fürstenstand erhoben. Nach dem Tod des Onkels ging dessen Fürstenwürde 1772 auf Theodors ältesten Bruder Adam Wenzel über. Zu den weiteren Geschwistern Theodors zählten unter anderem Josef Batthyány, Fürstprimas von Ungarn, und der Grundherr und Offizier Philipp I. Graf Batthyány.

## Leben und Wirken

### Kindheit und Jugend
Der spätere Graf Batthyány wurde am 15. Oktober 1729 auf Schloss Rechnitz geboren, wo seine Familie – neben dem Schloss Körmend – vermutlich den Großteil ihrer Zeit verbrachte. Bereits zum Zeitpunkt seiner Geburt war sein Vater ein hoher Beamter in der ungarischen Hofkanzlei, Reichsvizekanzler, Kämmerer, geheimer Rat und Oberstmundschenk. Zusammen mit seinen Geschwistern genoss Theodor daher eine der Zeit entsprechende standesgemäße Ausbildung. Er dürfte sich bereits früh für Technik interessiert haben, und vermutlich als junger Erwachsener zu Studienzwecken von seiner Familie getrennt gelebt haben. Hierfür verfügte der 22-jährige Adlige 1751 über einen eigenen Kammerdiener, einen Jäger, einen Rindknecht, einen Stallknecht, sowie eine Köchin und Waschfrau.
Am 13. Juni 1756 heiratete Theodor im Alter von 25 Jahren in Pápa Philippine geb. Gräfin Esterházy de Galántha (1734–1811). Das Paar verbrachte die ersten Jahre ihrer Ehe vermutlich auf ihrem Schloss in Poschendorf bei Rechnitz, auf den Schlössern von Theodors Vater Ludwig I., und später auf Burg Bernstein. Letztere hatte Theodor bereits zu Lebzeiten seines Vaters von diesem mitsamt der gleichnamigen Herrschaft erhalten. Der Grund hierfür dürfte das Interesse Theodors an Bergbau gewesen sein – Bernstein war die einzige Herrschaft der älteren Linie der Familie in der es Bergwerke gab.

### Herrschaften und Bergbau

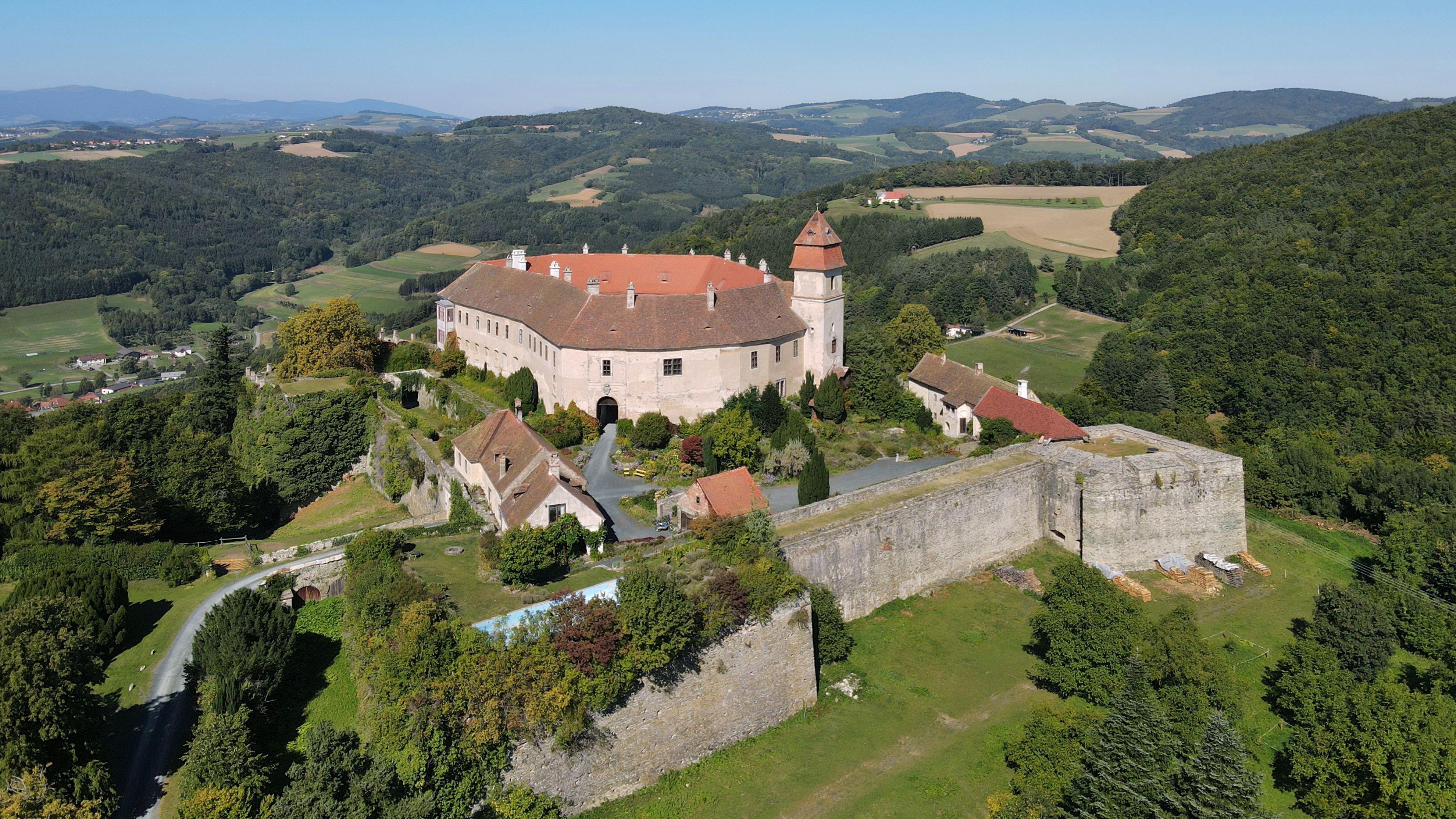
Burg Bernstein war Sitz der ersten Herrschaft von Theodor I. Graf Batthyány

Bereits nach der Übernahme der Herrschaft ließ Theodor die Bergwerke ausbauen. Gewonnen wurden Schwefel, Kupfer und Kupfervitriol. Der Schwefel wurde bereits 1770 auf drei Straßen im sogenannten Theodori Stollen in den Gruben unterhalb des Schlossberges mit der Burg Bernstein gewonnen. Bis zur Jahrhundertwende kamen weitere Bergwerke bei Langau und Grodnau, eine Schwefelgrube in Dreihütten und ein Antimonbau in Neustift hinzu – der sogenannte Antoni Stollen. Die Anlagen verfügten über Schwefel- und Vitriolhütten, ein Kupferschmelz samt Pochwerk, und beschäftigten an die 100 Arbeiter. Die Manufaktur zählte zu den chemischen Großbetrieben im Königreich Ungarn. Ihre Produkte verkaufte sie hauptsächlich an das k.k. Schwechater Zeughaus.
Theodor erweiterte seinen Grundbesitz im Laufe der Jahre um weitere Herrschaften. Bis 1804 gelangten durch väterliches Erbe oder persönlichen Ankauf die Herrschaften Bicske, Brod, Grobnik, Kisbér, Mozsgó, Nadelburg, Ozail, Petersdorf, Rechnitz, Siklós, Somodor und Uszögh bei Fünfkirchen in seinen Besitz. Bereits 1771 hatte er außerdem die Schwefelbergwerke in Schlaining, die bis dahin zur gleichnamigen Herrschaft der jüngeren Linie der Batthány aus den Nachkommen Paul I. gehörten, gewaltsam mit seinen Bergwerken in Bernstein vereinigt. In den Jahren 1804 bis 1806 erwarb der bereits hochbetagte Theodor in Kärnten von den Grafen Stampfer die Herrschaften Glanegg, Oberaich und Trabuschgen mitsamt ihrer Kupfergruben.
Der an neuen Erfindungen interessierte Graf wollte seine Gruben auf den neuesten Stand der Technik bringen. So beschäftigte er neben vielen gut ausgebildeten Beamten und Ingenieuren unter anderem den Engländer William Blakey, der ihn mit der Dampfkraft vertraut machte. Die Produktion in den Bergwerken Theodors blieb aber dennoch größtenteils hinter seinen Erwartungen zurück. In seinem Hauptwerk in Bernstein gab es anfangs Probleme mit Wasser in den Stollen, das auch lange Zeit durch den Einsatz von Pumpen nicht beseitigt werden konnte. 1770 wurden statt der vom Grafen angeordneten 200 Zentner Schwefel lediglich 7 Zentner produziert. Auch in Kärnten – wo Batthány offenbar ein unwirtschaftliches Unternehmen übernommen hatte – wurden die gewünschten Erträge nie erreicht, und Theodors Erben verkauften die dortigen Werke nach seinem Tod schließlich an neue Eigentümer, die den Betrieb keine zwei Jahrzehnte später einstellten.

### Batthyán'sche Manufakturen
Am 1. Oktober 1769 erwarb der Graf die zuvor staatliche k.k. Nadelburger Metallwaren- und Messingnadelfabrik in Lichtenwörth bei Wiener Neustadt. Das Unternehmen war 1747 von Johann Christian Zug nach Gewährung eines landesfürstlichen Privilegs gegründet worden, geriet aber relativ schnell in finanzielle Schwierigkeiten, und wurde 1751 vom k.k. Münz- und Berg-Directions-Hofkollegium gekauft. Nach dem Ausbau des Werkes durch den Staat, seiner anschließenden Privatisierung 1754 und einem Rückkauf wegen erneuter wirtschaftlicher Probleme zwei Jahre später, hatte man ab 1763 nach einem neuen Eigentümer für die Fabrik gesucht.

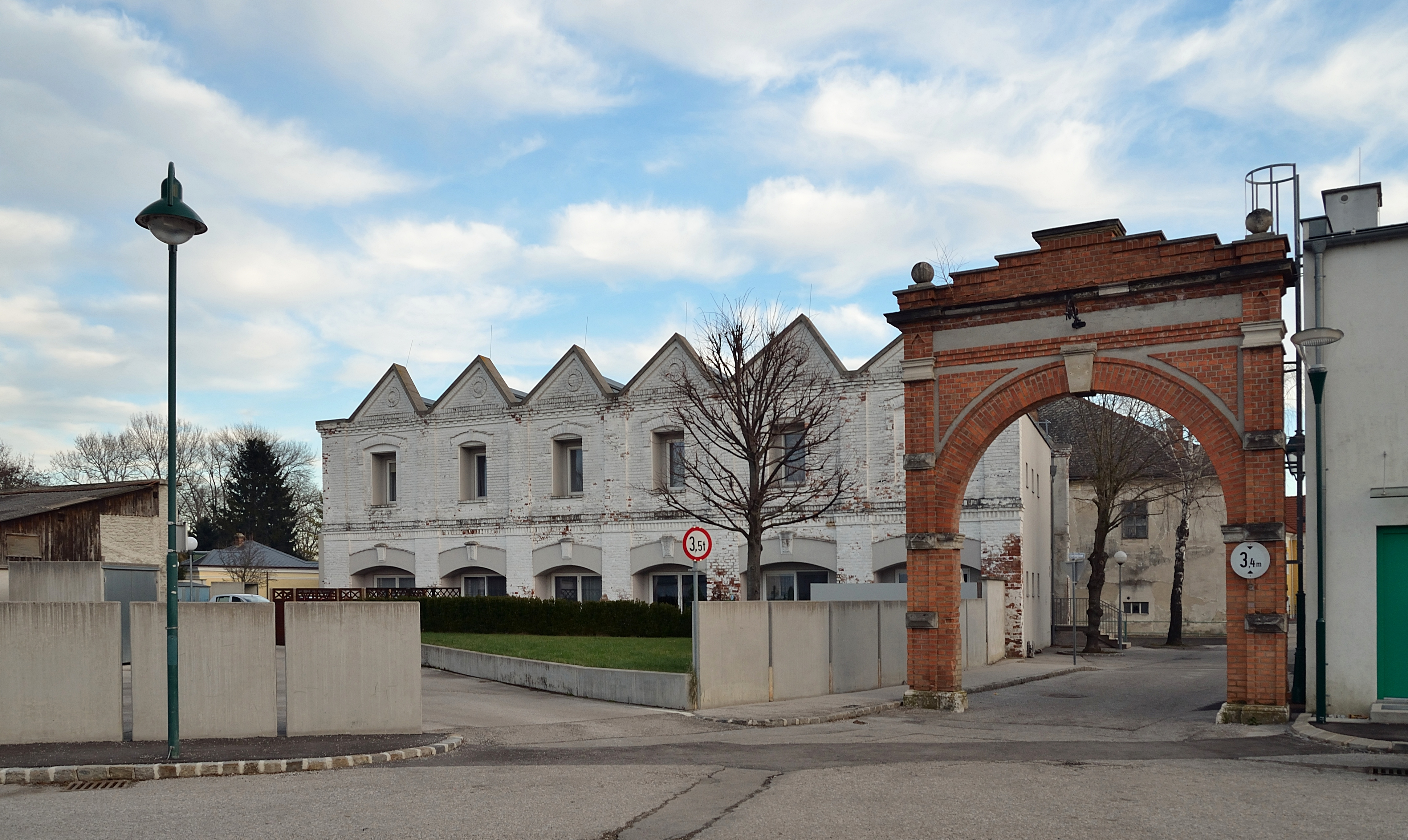
Die baulichen Reste der Nadelburg in Lichtenwörth bei Wiener Neustadt

Für den später zu entrichtenden Kaufpreis von 40.000 Gulden erhielt Batthyány 1769 sämtliche unter dem Namen „k.k. Nadel-, Messing und Messingwarenfabrik“ firmierende Betriebsanlagen in Lichtenwörth, alle dazugehörigen Gebäude und Grundstücke mit Grundherrlichkeit, sowie weitere Werke, Äcker und Wiesen ohne Grundherrlichkeit. Zusätzlich gingen sämtliche für die Produktion nötigen Gerätschaften, der Warenvorrat und das gesamte Roh- und Fertigmaterial in seinen Besitz über. Der Graf erhielt außerdem – zusätzlich zu den bereits bestehenden Rechten des Unternehmens – vergünstigte Mautkonditionen und Einkaufskonditionen für Kupfer, die Erlaubnis zur Errichtung von Magazinen, sowie jene eigenes Personal an den staatlichen Zollämtern zu beschäftigen, das die Einfuhr fremder Nadel- und Messingwaren unterbinden sollte. Vertraglich wurde Theodor freie Lohngestaltung und Personalauswahl zugesichert, gleichzeitig durfte er aber an den bestehenden Betriebsgebäuden keine Änderungen vornehmen lassen, und der Staat erhielt für eine etwaige spätere Veräußerung ein Vorkaufsrecht eingeräumt.
Einige Jahre nach Erwerb trat der Graf an den Staat mit dem Ansuchen heran, die Werke auf seine ungarischen Güter in Loipersdorf verlegen zu dürfen. Er begründete dies mit einer seiner Ansicht nach falschen Konzeption des Betriebes, dessen Wasserkraft-, Holzkohlen- und Viktualienversorgung zu klein dimensioniert gewesen sei. Die nähere Umgebung sei aufgrund der Dreifelderwirtschaft außer Stande gewesen neu anzustellende Arbeiter zu ernähren. Zusätzlich hatte er das Problem, dass die Fertigkeiten der Fabrikanten sich auf die Herstellung einer bestimmten Produktgattung beschränkten, weshalb ein Meister pro Monat mehr erzeugte, als in einem ganzen Jahr von diesem Produkt verkauft werden konnte. Außerdem produzierte die Nadelburger Fabrik teurer als ihre Nürnberger Konkurrenz, die mit großen Mengen Rohmessing aus dem relativ nahen Schwaz versorgt wurde, und dadurch mit ihren günstigen Produkten die Habsburgischen Lande versorgen konnte. Staat und Herrscherin wollten von Theodors Ansinnen allerdings nichts wissen, und bestanden stattdessen auf die endgültige Begleichung des noch ausstehenden Restes der Kaufsumme. Diese war 1775 bei der Erstellung eines Inventars endgültig mit 270.273 Gulden, 13 Kreuzern und 3 Pfennigen festgelegt worden, von denen der Graf aber nur 120.000 Gulden bezahlt hatte. Nachdem Theodor zusätzlich mit der Übersiedlung des Fabrikspersonals nach Ungarn begann, und gleichzeitig durch die unterlassene Instandhaltung der Lichtenwörther Wasserwerke einen Bruch des Kaufvertrages beging, wurde 1775 ein Prozess gegen ihn eingeleitet. In seinem Rechtfertigungsbericht 1776 begründete er die Probleme des Unternehmens mit der seiner Meinung nach zu prächtigen Ausgestaltung der Werke durch den Ärar, der schlechten Personalauswahl der vorangehenden Eigentümer und der allgemeinen Teuerung im Land. Die aufgrund höherer Löhne nach Loipersdorf abgewanderten Arbeiter könne er außerdem nicht zurück nach Lichtenwörth bringen, da sie keine Sklaven wären. Seiner Meinung nach sollte der Großteil der Nadelburger Betriebsgebäude aufgrund ihrer idealen Lage an der Handelsstraße nach Triest in Magazine umgewandelt werden. Er erklärte sich bereit die Fabrik zu verkaufen, da die Hofkammer aber keinen Kaufinteressenten finden konnte, erteilte sie Batthyány 1777 schließlich die Erlaubnis die Fabrik ins ungarische Loipersdorf abzusiedeln. Warum dies schlussendlich doch nicht erfolgte, ist nicht bekannt. In Loipersdorf bestand seit 1775 bereits eine Nadelmanufaktur, die mit ihren 30 Arbeitern aber wesentlich kleiner war als die Nadelburg mit ihren rund 615 Mitarbeitern.

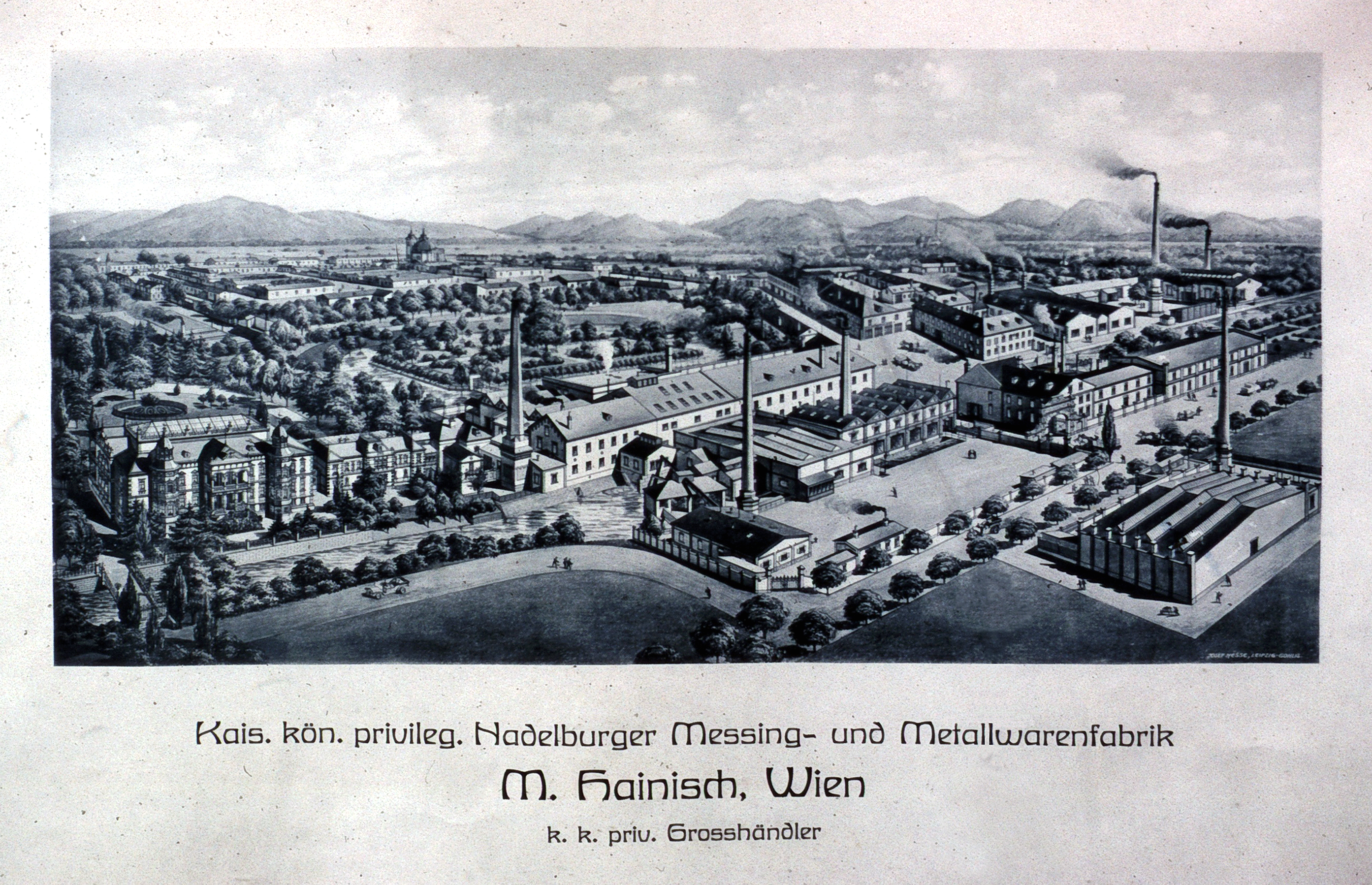
Unter dem späteren Eigentümer Anton Heinisch florierte das Werk

Um die Schulden beim Staat zu begleichen ordnete Kaiser Joseph II. 1784 die Versteigerung der von einer Parkanlage umgebenen drei Wohnhäuser von Batthyány in der Wiener Währinger Straße an. Nachdem bei den drei ersten Auktionen kein Käufer gefunden werden konnte, ließ der Staat eine grundbücherliche Vormerkung zu seinen Gunsten durchführen. Da Theodor keine weiteren Zahlungsaufschübe gewährt wurden, trat er am 25. August 1785 die Häuser für 50.000 Gulden Schuldenerlass an den Staat ab. Erst nach der Begleichung der Restschuld von 70.000 bis 80.000 Gulden im Jahre 1797 ging die Fabrik 28 Jahre nach dem ursprünglichen Kauf in den Besitz des Grafen über. Die Produktion stieg im darauffolgenden Jahr vermutlich an, die weitere wirtschaftliche Entwicklung der Werke bis 1813 ist mangels weiterer Berichte jedoch unklar.
Drei Jahre nach dem Tod Theodors gab dessen Sohn Anton Josef der Hofkanzlei 1815 bekannt, dass die Gläubigerin der Fabrik auf eine exekutionsweise Versteigerung des Unternehmens dränge. Die Nadelburg wurde schließlich vom Wiener Großhändler Anton Hainisch erworben, und in den folgenden Jahrzehnten zu wirtschaftlicher Blüte geführt.

### Schiffbau und Schifffahrt
Der technisch hochinteressierte Graf beschäftigte sich auch mit der Konstruktion von Schiffen. Anlass hierzu dürfte die Regulierung der Donau-Save-Kupa-Wasserstraße in den 1770er-Jahren gewesen sein, für die auch er einen Plan ausgearbeitet hatte. Das erste ihm erteilte Schifffahrtsprivileg aus dem Jahr 1792 wurde Anfang 1793 auf Siebenbürgen ausgeweitet. Im gleichen Jahr erhielt er von Kaiser Franz II. das sogenannte „Privilegium Exclusivum Novae Navigationis pro C. Batthyany et ejus Societate“ verliehen. Zusammen mit seinem Assistenten Joseph Max Freiherr von Liechtenstern konstruierte er ein Schiff, das am 17. September 1769 in der Wiener Brigittenau zum ersten Mal auf der Donau getestet wurde. Die als „Gräflich Batthyanyische Wassermaschine“ bezeichnete Schiffskonstruktion fasste laut einem damaligen Bericht der Wiener Zeitung 700 Zentner Last und wurde am Tag ihrer Probe zusätzlich noch mit einem „achtzehn Klafter langen Kehlhammer mit Gedecke, nebst einer Schaluppe, zusammen wenigstens 450 Zenten schwer“ verbunden, und schiffte so stromaufwärts die Donau hinauf. Der Schriftsteller Franz Gräffer, der als 12-Jähriger mit zahlreichen anderen Schaulustigen dem Probelauf beiwohnte, beschrieb das Schiff als Fahrzeug mit einer Lokomotive, das die hunderte Zentner schwere Last „ohne das allermindeste Hinerniß“ stromaufwärts zog, wofür es „Stürmischen Beyfall von allen Seiten“ gegeben habe. Der zufriedene Graf, der von Gräffer als „kleiner dicker Mann mit einer Perücke und einem stattlichen Zopf, in einem weiten grauen Überrock gehüllt“ beschrieben wird, habe sich entzückt die Hände gerieben und Liechtenstern auf die Schulter geklopft.
Die Konstruktions- und Funktionsweise der Schiffe, die Herkunft der Finanzmittel Theodors, und die Dauer seiner Beschäftigung mit dem Schiffbau, sind nicht bekannt. Einem zeitgenössischen Lexikoneintrag zufolge handelte es sich um Schaufelradschiffe, die mit tierischer Kraft angetrieben wurden. Zu den Financiers Theodors – der aufgrund der wirtschaftlichen Schwierigkeiten mit der Nadelburg vermutlich selbst nicht über ausreichend Mittel verfügte – dürfte ein wohlhabender jüdischer Geldgeber gehört haben. Der letzte historisch belegte Einsatz der Batthyanischen Wassermaschine erfolgte laut einer zeitgenössischen Buchveröffentlichung am 23. Juni 1802 auf der Donau bei Preßburg.

### Privatleben und Tod

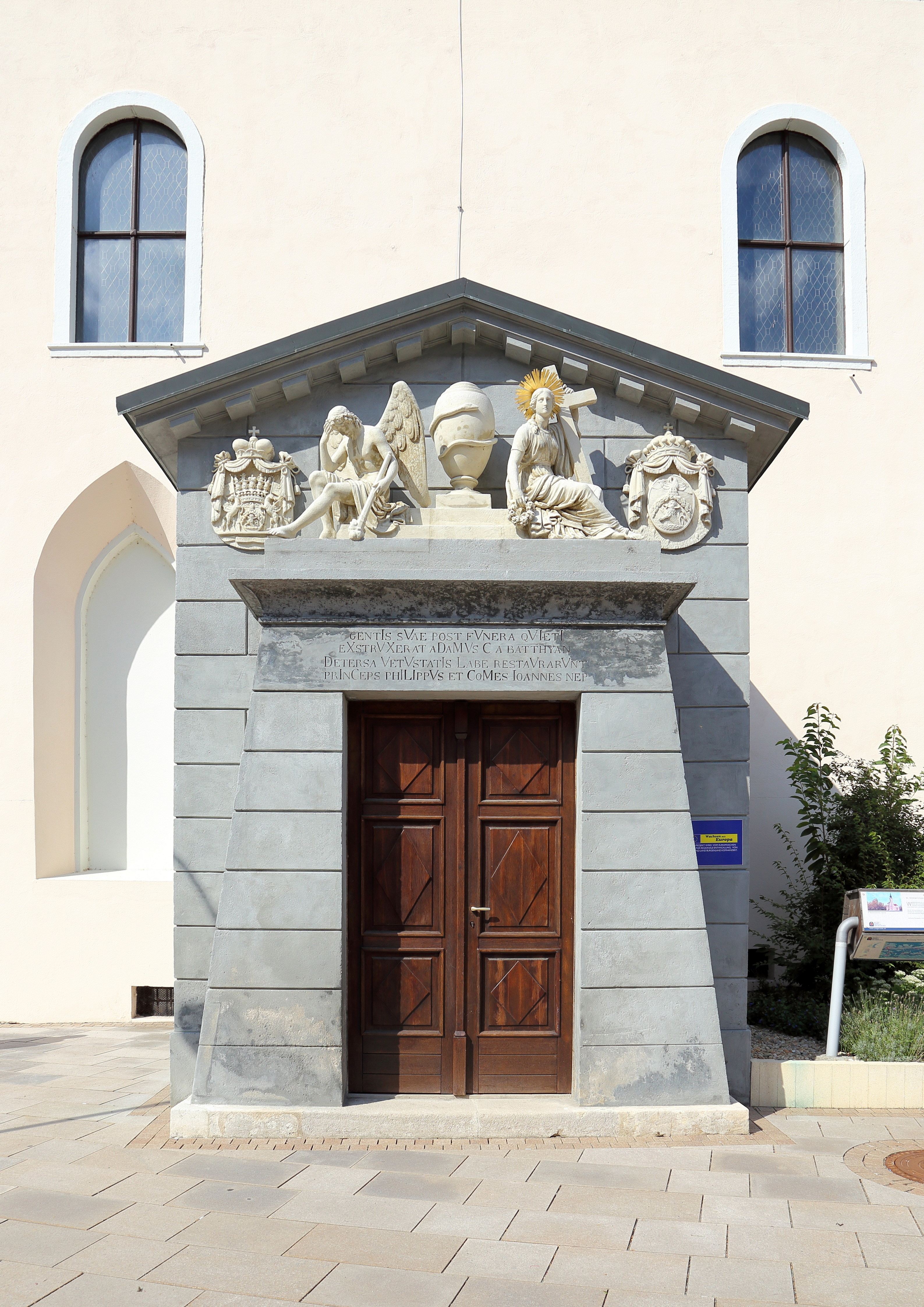
Theodor I. wurde in der Batthyány-Familiengruft in Güssing bestattet

Die Familie Theodors verbrachte den Großteil des Jahres in Wien, wo der Graf zwischen 1768 und 1786 drei Häuser an der Ecke der Währinger Straße mit der heutigen Lackierergasse besaß. Letztere trug aufgrund dessen damals den Namen Batthyánygasse. Nach der staatlich angeordneten Zwangsversteigerung der Häuser wohnte die Familie vermutlich zur Miete in mehreren anderen Häusern. Seine Ehefrau Philippine gab 1791 als Adresse eine „Wohnung in der Kärntnerstraße im Johanneshof“ an. Ab 1793 wohnte das Paar im Palais Collalto am Hof, wo beide auch verstarben – Philippine am 4. April 1811, Theodor am 13. Juni 1812.
Der Leichnam des 84-jährig Verstorbenen wurde zwei Tage später nach Güssing gebracht, wo die Familie seit 1524 auf der gleichnamigen Burg ihren Stammsitz hatte. Wie seine Ehefrau wurde auch Theodor in der Batthyány-Familiengruft unter Franziskanerkloster und Klosterkirche Güssing bestattet. Ihre Herzurnen befinden sich bis heute dort, es sind aber keine Sarkophage mehr vorhanden, die Theodor oder Philippine zugeordnet werden können. Vermutlich wurden ihre Gebeine bei der Renovierung der damals baufälligen Gruft unter Fürst Philipp III. im Jahre 1830 – zusammen mit denen anderer Verstorbener – im Boden der sogenannten Alten Gruft bestattet.

## Ehe und Nachkommen
Theodor heiratete am 13. Juni 1756 in Pápa Philippine (1734–1811), geb. Gräfin Esterházy von Galántha, Tochter von Franz VI. Esterházy (1683–1754) und Maria Sidonia, geb. Gräfin Pálffy. Franz stammte aus der jüngeren, gräflichen Forchtensteiner Linie der Esterházy und war der Enkel von des Palatin Nikolaus Esterházy, dem Begründer der westungarischen Magnatenfamilie.
Aus der Ehe Theodors mit Philippine gingen vier Kinder hervor:
- Maria Theresia (1758–1761)
- Maria Juliane (1759–1760)
- Maria Eleonore (1760–1831) ⚭ Michael Franz Graf von Althan (1760–1817)
- Anton Josef (1762–1828)

1. ⚭ Marie Anna († 1800), geb. Gräfin Festetics von Tolna
2. ⚭ Cäcilia Josefa (1775–1814), geb. Gräfin von Rogendorf

Der älteste Sohn von Anton Josef, Gustav, wurde nach dem Tod des ehe- und kinderlos gebliebenen Fürsten Philipp im Jahre 1870 zum 5. Fürst von Batthyány-Strattmann. Nachdem Gustavs Sohn Edmund ebenfalls kinderlos geblieben war, starb die Christoph-Linie der Familie, und damit auch die erste fürstliche Linie, 1914 im Mannesstamm aus. Der von Theodors Nachfahren geerbte Fürstentitel ging 1915 durch eine Neuverleihung durch Kaiser Franz Joseph I. an den Majoratsinhaber der Paul-Linie über: Ladislaus Batthyány-Strattmann.

## Auszeichnungen
- k.k. Kämmerer
- Wirklicher Geheimer Rat[52]